# Pentasteron sordidum
Pentasteron sordidum là một loài nhện trong họ Zodariidae.
Loài này thuộc chi Pentasteron. Pentasteron sordidum được Barbara C. Baehr & Rudy Jocqué miêu tả năm 2001.